# Sven Hassel
Sven Hassel (1917. április 19. – 2012. szeptember 21.) dán születésű katona és író, aki több művet írt saját második világháborús élményei alapján.

## Életrajza
Hassel életrajza vitatott, mivel azt állította, hogy Sven Pedersen néven született 1917-ben a dániai Frederiksborgban és csak később vette fel anyja leánykori nevét. 14 éves korában csatlakozott egy kereskedelmi hajó személyzetéhez hajósinasként és 1936-ig ott is dolgozott. 1937-ben, hogy elkerülje a munkanélküliséget, Németországba szökött és csatlakozott a német hadsereghez. Egy 1990-es interjú során ezt mondta: „Németország közelebb volt mint Anglia, elmentem a Wehrmacht sorozóirodájába, de nem ment minden olyan könnyen mint gondoltam. Csak németek szolgálhattak a Wehrmachtban. Hat hónapnyi próbálkozás után a Hetedik lovassági ezred végre elfogadta a jelentkezésemet honosított németként.” Később a második páncélosezredben teljesített szolgálatot, majd 1939-ben, Lengyelország megszállása alatt tankvezetőként szolgált.
Egy évvel később dezertálni próbált. „Egész egyszerűen elfáradtam. Egy rövid kimenő után nem tértem vissza az egységemhez. Elfogásom után egy bűnözőkből és dezertőrökből álló büntetőezredbe kerültem.”
Szolgált a második lovassági, majd később a tizenegyedik, illetve a huszonhetedik páncélos ezredben (a hatodik páncélos hadosztály alárendelt egysége) Észak-Afrikán kívül az összes fronton és többször is megsérült. A háború végére elérte a hadnagyi rangot és megkapta a Vaskereszt első- és másodosztályú keresztjét is. 1945-ben az oroszok előtt, Berlinben tette le a fegyvert és az elkövetkező éveket szovjet hadifogolytáborokban töltötte. Ezekben az években kezdte el első regénye, A kárhozottak légiója írását.
1949-ben engedték szabadon, és tervezte, hogy csatlakozik a Francia Idegenlégióhoz, amikor megismerte Dorthe Jensent, akivel 1951-ben házasodtak össze. Akkoriban egy autógyárban dolgozott, de felesége biztatta, hogy írjon személyes élményeiről. Első regénye, a Kárhozottak légiója 1953-ban jelent meg.
1957-ben Sven Hasselt egy háborúban elkapott betegség támadta meg újra és több mint két évre megbénult. Gyógyulása után kezdte el írni újabb könyveit. 1964-ben a spanyolországi Barcelonába költözött. 1987-ben Wheels of Terror (magyar címe: Lánctalpak) című könyvéből filmet forgattak The Misfit Brigade címmel (a film magyar címe szintén Lánctalpak).

## Könyvei
Hassel regényeiben saját maga a főszereplő. A könyvek a 27. (Büntető) páncélosezred katonáinak – bűnözők, halálraítéltek és politikailag nemkívánatosak – kalandjait taglalják. Sven mellett további szereplők, a Légiós (Alfred Kalb, a Francia Idegenlégió korábbi katonája); Wolfgang Creutzfeld, egy óriás, akit ironikusan Picinek hívnak (angolul: Tiny, illetve néhány könyvben Little John); Joseph Porta, a ravasz berlini utcakölyök; Papa, az őrmester, az egység parancsnoka; Julius Heide, a fanatikus náci és pedáns német; Barcelona Blom, aki a spanyol polgárháborúban mindkét oldalon harcolt; Gregor Martin, aki költöztető volt a háború előtt; Wolf főmérnök és Hoffman törzsőrmester. Szolgáltak Észak-Finnországtól az orosz frontig (több alkalommal is), Olaszországban (Monte Cassinónál, az azonos című könyv szerint), a Balkánon (A menetjegy a pokolba című könyvében) és Normandiában a partraszállás alatt (Eltörölni Párizst! című könyvében). A Lánctalpak című könyvének első fejezetei Hamburg bombázásáról szólnak. Az SS-tábornok című könyv a Sztálingrád bekerítéséről és az onnan kitörésről szól egy SS-tábornok vezetésével. A Pokoljárás című könyv a lengyel felkelésről, Varsó elpusztításáról szól és a második világháború utolsó hónapjaiban játszódik. Hassel állítása szerint a történet megtörtént eseményeken alapszik, a szereplők pedig valósak.
Mialatt úgy tűnik hogy a cselekmény legnagyobb része Oroszországban játszódik, egy gyors időrendi rendezéssel kiderül, hogy az ezred (a könyvek szerint) több helyen is harcolt egyszerre egy időben. Mialatt a Gestapo című könyvben a 27. ezred a Gestapo épületeit őrzi, addig ugyanabban az időben a Gyalogoshadosztály című könyvben a torgaui börtönben végeznek őrfeladatokat.
Sok fejezet foglalkozik a szereplők visszaemlékezéseivel a háború előttről, illetve a szolgálaton kívüli eseményekkel (ivászatok, bordélyba járás). Az időrendileg későbbi könyvek kevésbé realisztikusak, élethűek, a lehetetlen küldetésekkel az ellenség arcvonala mögött. Habár az erőszak ugyanolyan mértékben van jelen mind a későbbi, mind a korábbi könyvekben, például a Komisszár című könyv inkább hasonlít a Kelly hősei című filmhez, mint bármilyen megtörtént hadi eseményhez.
Hassel könyveiben a harc brutálisan élethűen jelenik meg, a katonák csak a túlélésért harcolnak, egyik oldalon se tartva be a genfi egyezmény passzusait. A kellemes, békés részeket rövidre vágták. Szigorú és közönyös porosz tisztek végeztetik ki a saját embereiket apróbb bűnök miatt, a dühös katonák gyakran ölik meg őket a csatatéren.
Azon felül, hogy Hassel könyveit a történészek és katonai szakértők nem tekintik hiteles műnek, sok életszerű történet leírása található meg bennük. Ezen felül Hassel könyvei sok olvasóra mély benyomást tett és a háború egy új oldalát mutatta be.

## Kritikák
Erik Haaest dán újságíró több éven át próbálta leleplezni Hasselt.
Haaest szerint Sven Hassel valójában Børge Villy Redsted Pedersen, egy az orosz fronton soha nem szolgált náci, aki a második világháború nagy részét a megszállt Dániában töltötte és minden tudását dán SS-veteránoktól szerezte. Haaest azt is állítja, hogy Hassel első regényét nem is a szerző írta, és miután könyve sikeres lett, a feleségét alkalmazta további könyveinek megírására. De Haaest állításait általában nem ismerik el és internetes fórumokon vitatják meg elképzeléseiket Hassel valódi múltjáról.
Haaest állítása szerint Hassel/Pedersen a dán HIPO (Hilfspolizei – németek által kollaboránsokból létrehozott segéderők) tagja is volt. Ezek súlyos vádak Hassel ellen, aki könyveit végig anti-náci szemszögből írta. Haaest szerint Pedersent (vagyis Hasselt) Dániában bíróság elé állították, de jó mesélőképességének köszönhetően el tudta kerülni a halálos ítéletet.
Hassel egyik könyvében, a Lánctalpakban (angol címe: Wheels Of Terror) a cserkasszi katlanból való német kitörésről írt. A Novaja Budánál lezajlott küzdelmeket, illetve a liszinkai áttörést egy túlélő szemszögéből írta le. Írt még a harcról egy vasúti csomópontért Kovelnél. Ezeken a területeken harcoltak katonák az ötödik SS (Wiking) páncélos hadosztályból. Később ugyanebben a könyvében írt a narvai csatáról, amelyben a Nordland SS-hadosztály dán önkéntesei is részt vettek. Ezekre alapozza Haaest azt a vádat, miszerint Hassel a történeteit a Waffen-SS-ben szolgált dán cellatársaitól hallotta.
Valójában volt 27. ezred a német hadseregben, ellenben nem büntetőezred volt, mint ahogy azt Hassel állította; illetve a Tigris tankokból nagyon kevés volt, azokat is speciális századokba rendezték közvetlen irányítás alatt, és biztosan nem kaphatott egy büntetőezred ezekből.
Hassel korábban azt is állította, hogy a Téli háború alatt a finn hadseregben szolgált, és kiérdemelte a Mannerheim-keresztet, de ezt se hadtörténeti dokumentumok, se a Mannerheim-keresztet kapottak listája nem tudta megerősíteni. Azóta ez az állítás eltűnt a hivatalos életrajzából.
Ezen okok miatt a híresebb internetes fórumok (mint például a Feldgrau.com és az AxisHistory.com) nem tekintik Sven Hassel könyveit eredeti műveknek.

## Rajongók
Sven Hassel olvasótábora több országban jelentős. Amellett, hogy a regényeinek népszerűsége az 1970-es, 1980-as évek elején ért tetőpontjára, az Internet megjelenése fordulópontot hozott e tekintetben is – az idősebb rajongók fórumokon elemezhetik a részleteket és emlékezhetnek kedvenc olvasmányukra.

## Halála
2012. szeptember 21-én hunyt el spanyolországi otthonában, 95 éves korában.

## Külső hivatkozások
- Egy internetes fan club
- Porta's Kitchen Archiválva 2008. június 24-i dátummal a Wayback Machine-ben – Angol nyelvű Sven Hassel – fan oldal
- Az író saját angol nyelvű oldala
- Erik Haaest oldala

## Műveinek felsorolása
| sorszám | angol cím                          | magyar cím          | megjelenés éve | a történet ideje           |
| ------- | ---------------------------------- | ------------------- | -------------- | -------------------------- |
| 1.      | The Legion of the Damned           | Kárhozottak légiója | 1953           | 1939–1945                  |
| 2.      | Wheels of Terror                   | Lánctalpak          | 1958           | 1943 tél – 1944 március    |
| 3.      | Comrades of War                    | Bajtársak           | 1960           | 1944 április-augusztus     |
| 4.      | March Battalion                    | Gyalogoshadosztály  | 1962           | 1942 tél – 1943 április    |
| 5.      | Assigment Gestapo                  | Gestapo             | 1963           | 1943-1944                  |
| 6.      | Monte Cassino (The Beast Regiment) | Monte Cassino       | 1963           | 1944 január-május          |
| 7.      | Liquidate Paris                    | Eltörölni Párizst!  | 1967           | 1944 június – 1945 február |
| 8.      | SS-General                         | SS-Tábornok         | 1969           | 1942 tél – 1943 április    |
| 9.      | Reign of Hell                      | Pokoljárás          | 1971           | 1944 augusztus-október     |
| 10.     | Blitzfreeze                        | Fagyhalál           | 1976           | 1941 október – 1942 január |
| 11.     | The Bloody Road to Death           | Menetjegy a pokolba | 1977           | 1944 közepe                |
| 12.     | Court Martial                      | Kivégzőosztag       | 1979           | 1942 tél – 1943            |
| 13.     | O.G.P.U. Prison                    | OGPU börtön         | 1981           | 1942 tél – 1943            |
| 14.     | The Comissar                       | A komisszár         | 1985           | 1941 közepe                |

## Magyarul
- Monte Cassino; ford. Veres Dávid; Holnap, Bp., 1993
- Az SS tábornok; ford. Nitkovszki Sztaniszlav; Lap-ics, Debrecen, 1997
- Kárhozottak légiója; ford. Nitkovszki Stanislaw; Aquila, Debrecen, 1998
- Gestapo; ford. Nitkovszki Sztaniszlav; Lap-ics, Bp., 1998
- Bajtársak; ford. Nitkovszki Sztaniszlav; Aquila, Debrecen, 1999
- Lánctalpak; ford. Nitkovszki Sztaniszlav; Aquila, Debrecen, 1999
- Gyalogoshadosztály; ford. Nitkovszki Stanislaw; Aquila, Debrecen, 2000
- Eltörölni Párizst!; ford. Nitkovszki Stanislaw; Aquila, Debrecen, 2001
- Fagyhalál; ford. Nitkovszki Stanislaw; Aquila, Debrecen, 2002
- Pokoljárás; ford. Nitkovszki Stanislaw; Aquila, Debrecen, 2002
- Kivégzőosztag; ford. Nitkovszki Stanislaw; Aquila, Debrecen, 2003
- Menetjegy a pokolba; ford. Nitkovszki Stanislaw; Aquila, Debrecen, 2003
- OGPU-börtön; ford. Nitkovszki Stanislaw; Aquila, Debrecen, 2004
- A komisszár; ford. Nitkovszki Stanislaw; Aquila, Debrecen, 2005